# Frans Vester
Frans Nico Vester (Den Haag, 22 mei 1922 – Den Haag, 3 mei 1987) was een Nederlands fluitist.  Hij was een invloedrijk fluitist in Nederland en daarbuiten, zowel door zijn spel als door zijn opvattingen over de historische uitvoeringspraktijk. Hij was zeer veelzijdig en actief als docent, uitgever van muziek, wetenschapper en speler op zowel de traverso en andere historische instrumenten als de moderne Böhmfluit.

## Opleiding
Hij was zoon van Anna Maria Krabman en fotograaf en lithograaf Albert Nico Hendrik Vester. Hijzelf was getrouwd met Karin de Raaf. Frans Vester was sinds 1977 ridder in de Orde van Oranje Nassau. 
Zijn eerste muziekopleiding vond plaats in Haarlem en wel bij Jos de Klerk. Zijn debuut heeft waarschijnlijk plaatsgevonden tijdens een concert van het Haarlemsche Orkest Vereeniging.  Een jaar later concerteerde hij in het Frans Halsmuseum. 
Hij ging studeren bij Hubert Barwahser en Johan Feltkamp aan het Conservatorium van Amsterdam toen hij 15 was. In 1940 haalde hij er zijn examens voor solfège en analyse. Vester en Feltkamp speelden beiden in het Nederlands Kamerorkest (circa 1955) Zij beiden waren weer docenten van Govert Jurriaanse. Hijzelf was docent van Martien Bakker, Chris Hinze, Bart Kuijken, Peter van Munster, David Porcelijn, Lucius Voorhorst, Kathinka Pasveer, Berdien Stenberg.

## Activiteiten

### Fluitist
Hij was vanaf 1954 jarenlang eerste fluitist bij de Nederlandse Opera (speelde er wel al eerder, tot de overgang naar De Nederlandse Operastichting) in 1964/1965) en in het orkest van de Nederlandse Radio Unie. Hij vormde sinds 1947 een vast duo met pianiste Miep van Luin. Ook had hij in 1952 zijn eigen Verster Trio met Jan Hesmerg op viool en Ans Bouter op piano en maakte deel uit van Arte Fiato  Hij was de oprichter, artistiek leider en fluitist van het Danzi Kwintet (1958-1978). In 1958 speelde hij met dit kwintet de Nederlandse première van het tot dan toe onspeelbaar geachte blaaskwintet op. 26 van Arnold Schoenberg. 
Later speelde hij samen met Frans Brüggen en Gustav Leonhardt. Hij gaf met hen vele concerten en nam barokrepertoire op (onder andere de fluitconcerten van Mozart in 1971 op traverso op het label RCA).

### Pedagoog
Hij was hoofdvakdocent aan het Koninklijk Conservatorium in Den Haag. Hij gaf veel lezingen en schreef artikelen over fluitspel en (historische) uitvoeringspraktijk. Vesters workshops en cursussen (waarvan vele in de Verenigde Staten tijdens de tournees van het Danzi Kwintet) brachten veel buitenlandse studenten naar het conservatorium in Den Haag.
Vesters uitgangspunt bij de benadering van muziek was gebaseerd op een grote verantwoordelijkheid van de uitvoerder ten opzichte van de componist. Hij vond dat de interpretatie gestoeld moest zijn op kennis en niet op eigen intuïtie van de uitvoerder. De benodigde kennis kan volgens hem verkregen worden door het zorgvuldig bestuderen van historische bronnen. 

### Wetenschapper en uitgever
In onder andere de uitgaven van fluitmuziek die hij verzorgde is deze gewetensvolle en wetenschappelijke benadering goed te zien. Vester maakte vele honderden werken voor fluit uit de 18e en 19e eeuw toegankelijk. 
Vester was een verzamelaar van het gehele repertoire voor fluit. In 1969 verscheen van zijn hand bij de uitgever Musica Rara (Londen) de Flute Repertoire Catalogue (meer dan 80.000 exemplaren verkocht). In 1985 verscheen een tweede catalogus met fluitmuziek uit de 18e eeuw, Flute Music of the 18th century (Monteux, Musica Rara). 
Toen hij werd gepensioneerd als docent aan het Koninklijk Conservatorium in Den Haag kreeg hij van de Nederlandse regering de opdracht tot het schrijven van een boek over de uitvoeringspraktijk van muziek voor blazers van Wolfgang Amadeus Mozart. Het boek kwam net niet gereed voor zijn dood. Het is na zijn dood voltooid door Frans Brüggen en verschenen onder redactie van Rien de Reede onder de titel W.A. Mozart – Over de uitvoering van de werken voor blaasinstrumenten (Amsterdam, Broekmans & Van Poppel, 1995) en is ook verschenen in een Engelse vertaling (W.A. Mozart-On the performance of the Works for Wind Instruments (Amsterdam, Broekmans & Van Poppel, 1999). Het boek is een standaardwerk op het gebied van musicologische benadering van (blaas)muziek uit de 18e eeuw. 

## Frans Vester Stichting
Vester was een verwoed roker en stierf op 4 mei 1987 aan de gevolgen van longkanker toen hij 64 was. Hij werd begraven op Duinrust in Beverwijk
De Frans Vester Stichting werd opgericht in december 1987 in Amsterdam op initiatief van de fluitist en oud-leerling van Vester Rien de Reede, met als doel het werk van Frans Vester voort te zetten en zijn ideeën een blijvende vorm te geven en over te dragen. Het bestuur van de stichting bestond aanvankelijk uit Jan van Vlijmen (voorzitter), Peter van Munster, Frans Brüggen en Rien de Reede. Later bestond het bestuur uit Rien de Reede (voorzitter), Peter van Munster, Jorge Caryevschi en Marten Root. 
De belangrijkste activiteit van de stichting was het verwerven van de unieke verzameling fluit- en kamermuziek voor blazers van Vester. Met hulp van donateurs in Nederland en daarbuiten en een gift van het Prins Bernhardfonds kon de stichting de collectie kopen en in bruikleen geven aan het Gemeentemuseum Den Haag. Inmiddels is het historische gedeelte van de collectie (de uitgaven van vóór 1900, samen met de 20e-eeuwse drukken) ondergebracht in het Nederlands Muziek Instituut in de Koninklijke Bibliotheek in Den Haag. De collectie is hier toegankelijk voor iedere belangstellende. Inmiddels is de stichting opgeheven.
Andere activiteiten van de Frans Vester Stichting waren het uitgeven van lezingen en opnamen van Vester: 
- Frans Vester, Drei Vorlesungen, Frits Knuf Publishers, Buren, 1988 (Münchener Flöten Tage) 1988
- Frans Vester, Beter een originele geest dan een origineel instrument. Lezingen en artikelen over de uitvoeringspraktijk van de fluitmuziek van de 18e en 19e eeuw, uitgegeven onder redactie van Rien de Reede. Frits Knuf Publishers, Buren, 1992
- Danzi quintet speelt Reicha en Onslow. Cd uitgebracht door Philips in de serie Dutch Masters

Verder vond in oktober 2002 in Den Haag het Frans Vester Festival plaats, een festival met onder andere lezingen, workshops en concerten voor fluitisten en blaasensembles voor zowel amateur- als beroepsmusici.
- Bibsys: 90769276
- Biblioteca Nacional de España: XX1050648
- Bibliothèque nationale de France: cb140135946 (data)
- CiNii: DA05546657
- Gemeinsame Normdatei: 134546830
- International Standard Name Identifier: 0000 0001 0860 1204
- Library of Congress Control Number: n82101449
- Nationale Bibliotheek van Letland: 000035656
- MusicBrainz: 06aaf4a3-9011-4a2b-af2b-89cec3237487
- Nationale Bibliotheek van Israël: 987007280627105171
- Nationale Bibliotheek van Polen: a0000001144667
- Nederlandse Thesaurus van Auteursnamen: 069824592
- Système universitaire de documentation: 150406126
- Virtual International Authority File: 111823594
- WorldCat: E39PBJrrCxBDJqBdqQ6JJmvPwC